# Toro (Japan)

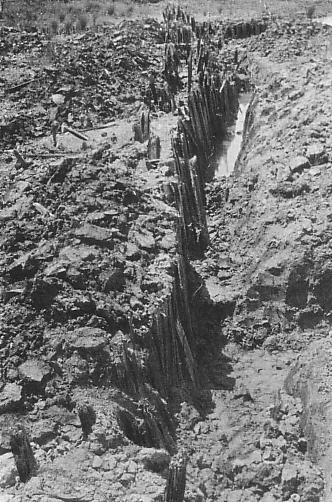
Entdeckung der Fundstätte 1943

Toro (japanisch 登呂遺跡, Toro iseki, „Toro-Fundstätte“) ist eine archäologische Ausgrabungsstätte der späten Yayoi-Zeit, 130 km südlich von Tokio, im Ortsteil Toro des Stadtbezirks Suruga von Shizuoka in der Präfektur Shizuoka, Japan.

## Überblick
Toro gilt als die erste archäologische Ausgrabungsstätte, in der Überreste des Nassreisanbaus aus dem 1. Jahrhundert n. Chr., der späten Yayoi-Zeit, gefunden wurden. Die Fundstätte wurde 1943 während des Zweiten Weltkriegs bei Bauarbeiten für eine Rüstungsfabrik entdeckt und in den Folgejahren 1947–48 erschlossen. Neben den landschaftsbaulichen Überresten fand man zudem architektonische Überbleibsel von „Erdgruben-“ und „Erbodenwohnungen“. Bedeutsam ist Toro insbesondere auch, weil sich eine nahezu vollständige Siedlung aus der Jungsteinzeit darbot und weil der Erhaltungszustand der Fundstücke so gut war, dass 2000 Jahre alte Werkzeuge aus Holz gefunden wurden. Während erneuter Ausgrabungen von 1999 bis 2004 sind weitere Artefakte entdeckt worden.
Die archäologischen Funde von Toro riefen ein so großes Interesse unter den japanischen Archäologen hervor, dass 1948 der „japanische Archäologie Verband“ (Japanese Archaeology Association) gebildet wurde, um die Fundstücke zu untersuchen. Obgleich man annahm, dass Nord-Kyūshū das Zentrum der beginnenden Besiedlung in der Yayoi-Zeit darstellte und die Tōkai-Region, in der sich Toro befindet, eher eine randständige Rolle spielte, wird die Ausgrabungsstätte heute als eponymer Fundort betrachtet.

## Ausgrabungsstätte
Die Gesamtgröße der Ausgrabungsstätte Toro umfasst 330.000 m². Insgesamt wurden 12 Erdgrubenwohnungen entdeckt und zwei Pfahlbauten, von denen man annimmt, dass sie der Lagerung dienten. Die Erdgrubenwohnungen bieten einen Wohnraum von ca. 6 × 8 Metern umgeben von einer doppelten 30 cm hohen Einfassung aus Stein. Vier hölzerne Pfeiler tragen ein Walmdach, dessen Sparren bis annähernd zum Boden reichen und das mit Stroh gedeckt war. Die hochgesetzten Behausungen besaßen am Eingang eine hölzerne Leiter, die gezapft waren.
Zudem wurden 30 Reisfelder mit 370 Meter langen und schmalen Bewässerungskanälen ausgegraben.
Die Ausgrabungsstätte ist gegenwärtig eine öffentlich zugängliche Grünanlage, die seit 1952 nach dem Kulturgutschutzgesetz als landesweite „besondere historische Stätte“ (Special National Historic Site) eingestuft ist. Zur Anlage gehören fünf Meter hohe Nachbauten der gefundenen Erdgrubenwohnungen und ein Museum, in dem viele der gefundenen Artefakte besichtigt werden können.
Die heute unter Kulturschutz stehende Fläche ist mit 70.182 m² kleiner als die gesamte Ausgrabungsstätte. Hierzu zählt auch eine Fläche von 59.900 m², die zur „Besonderen historischen Stätte“ ernannt wurde und die 24.690 m² Reisfelder, 39.700 m² Siedlungsüberreste und Parkfläche sowie 5211 m² Museumsfläche umfasst.

## Bilder

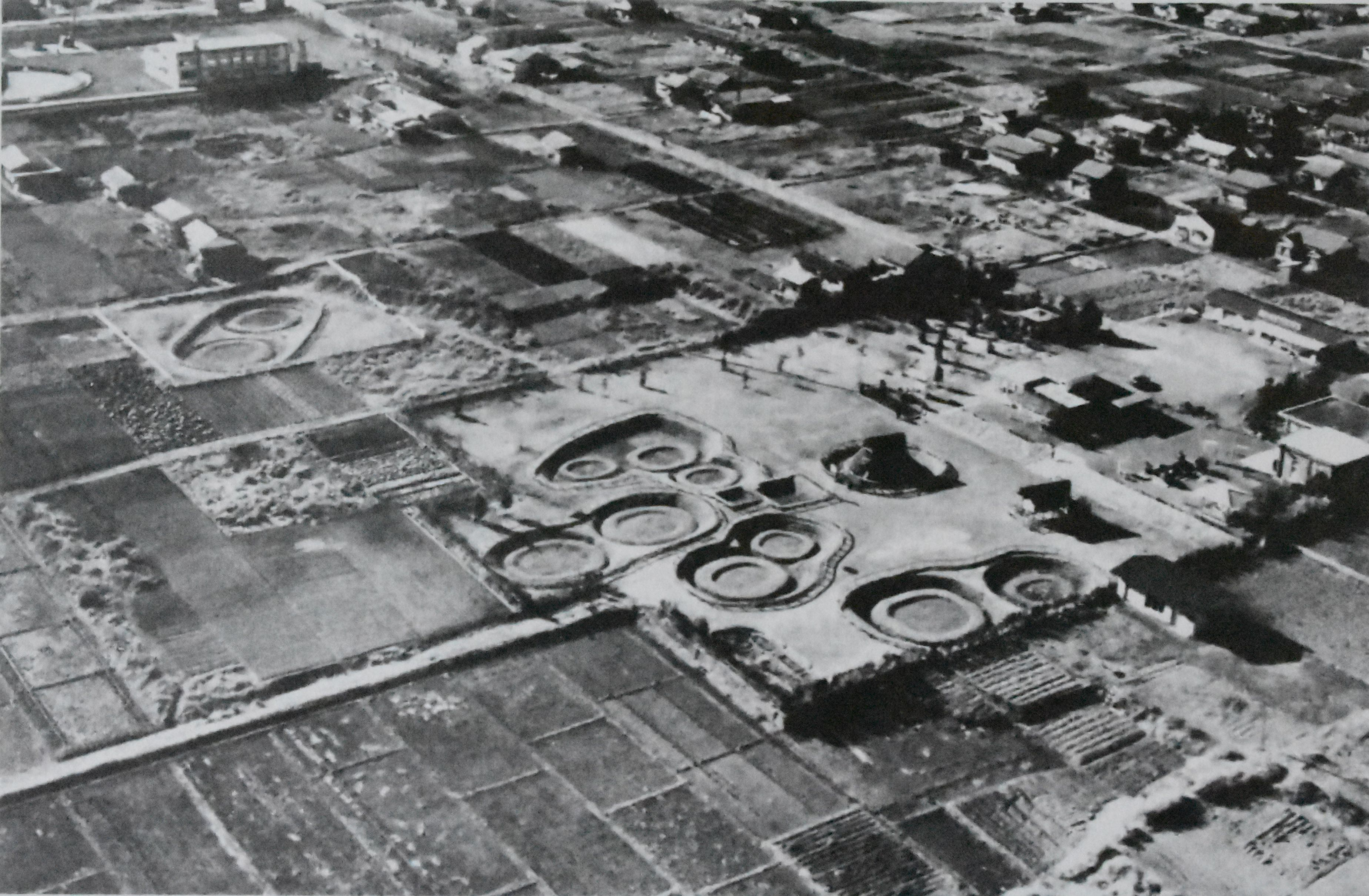
Luftbild
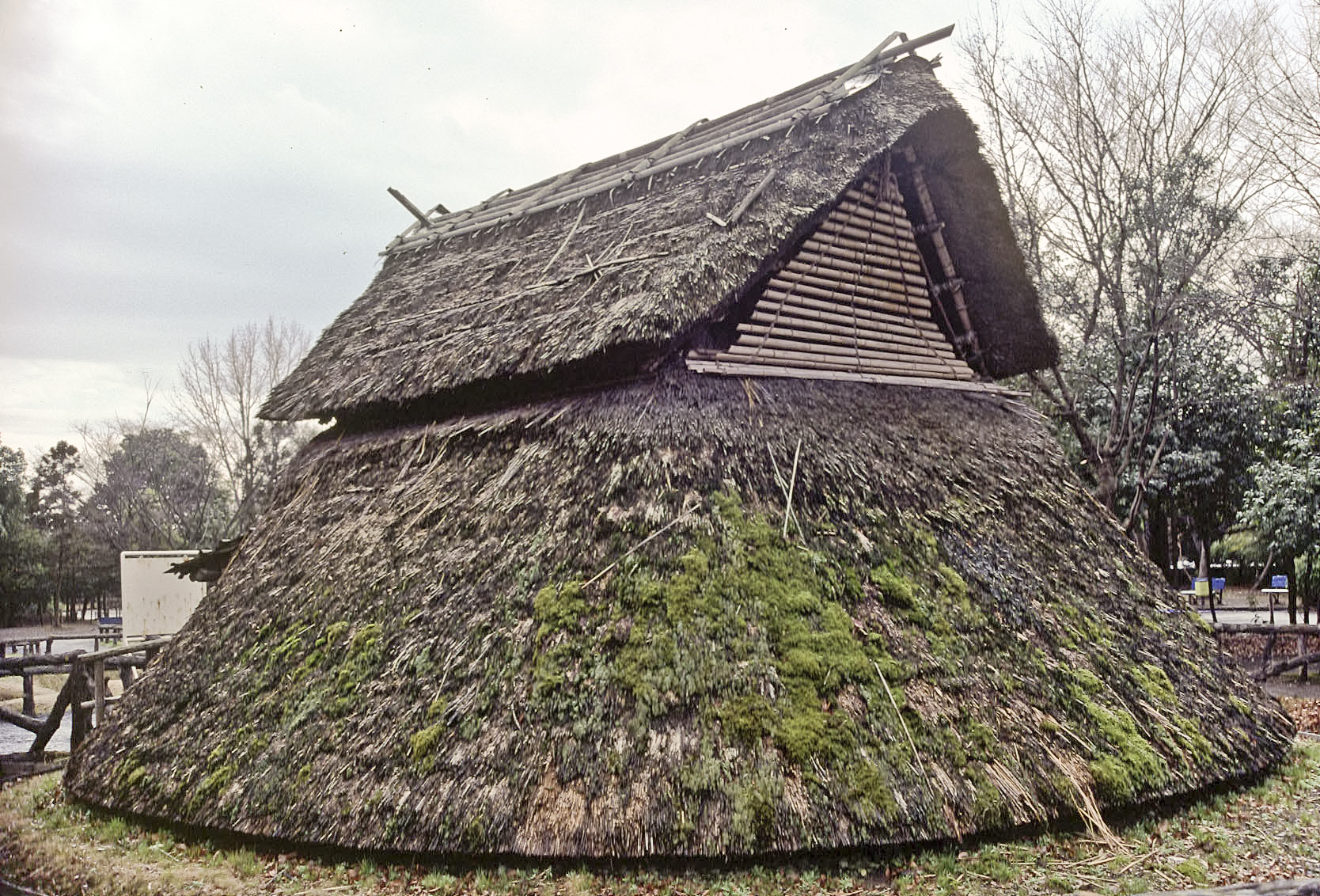
Erdgrubenwohnung
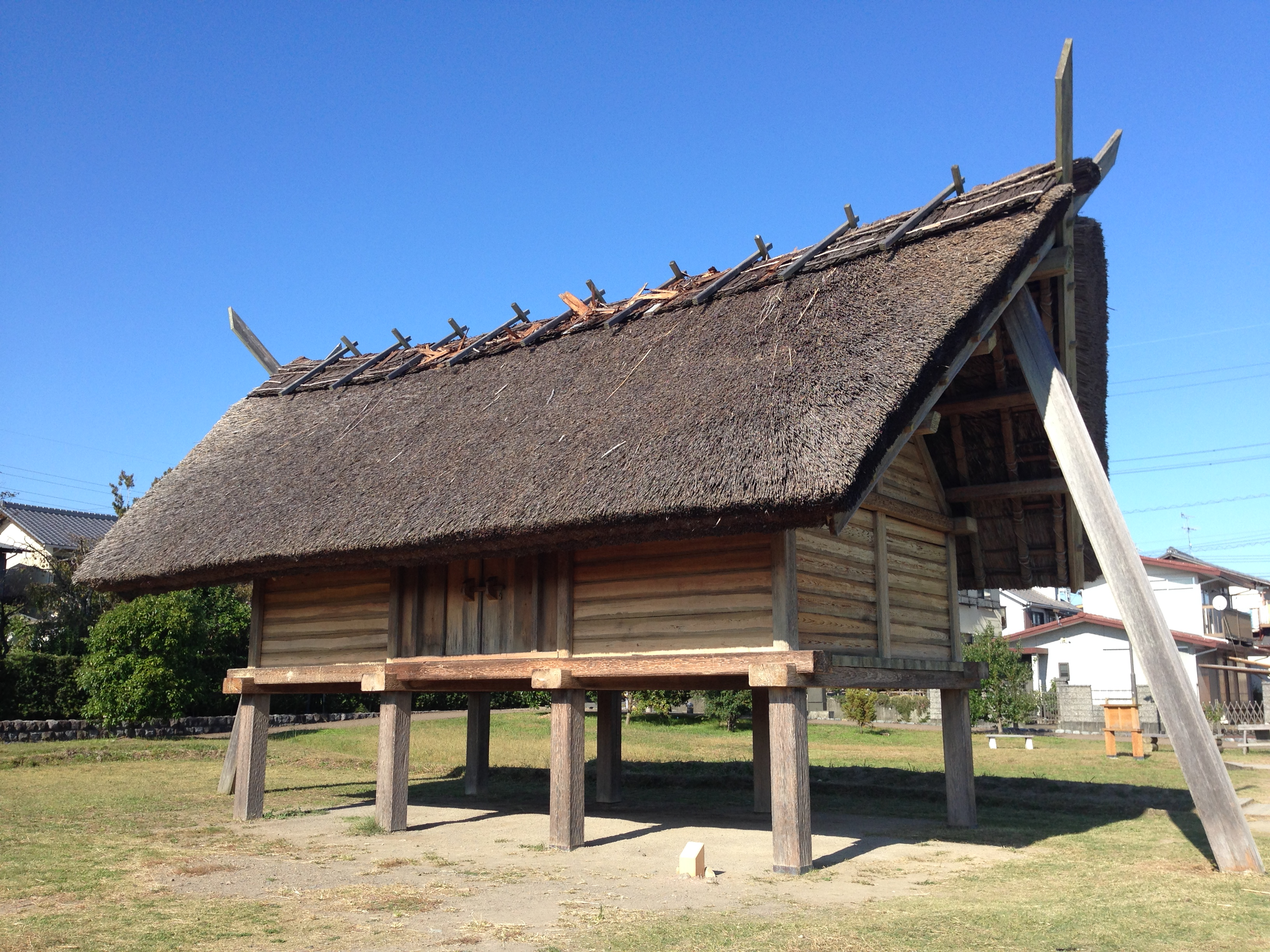
Lagerhaus
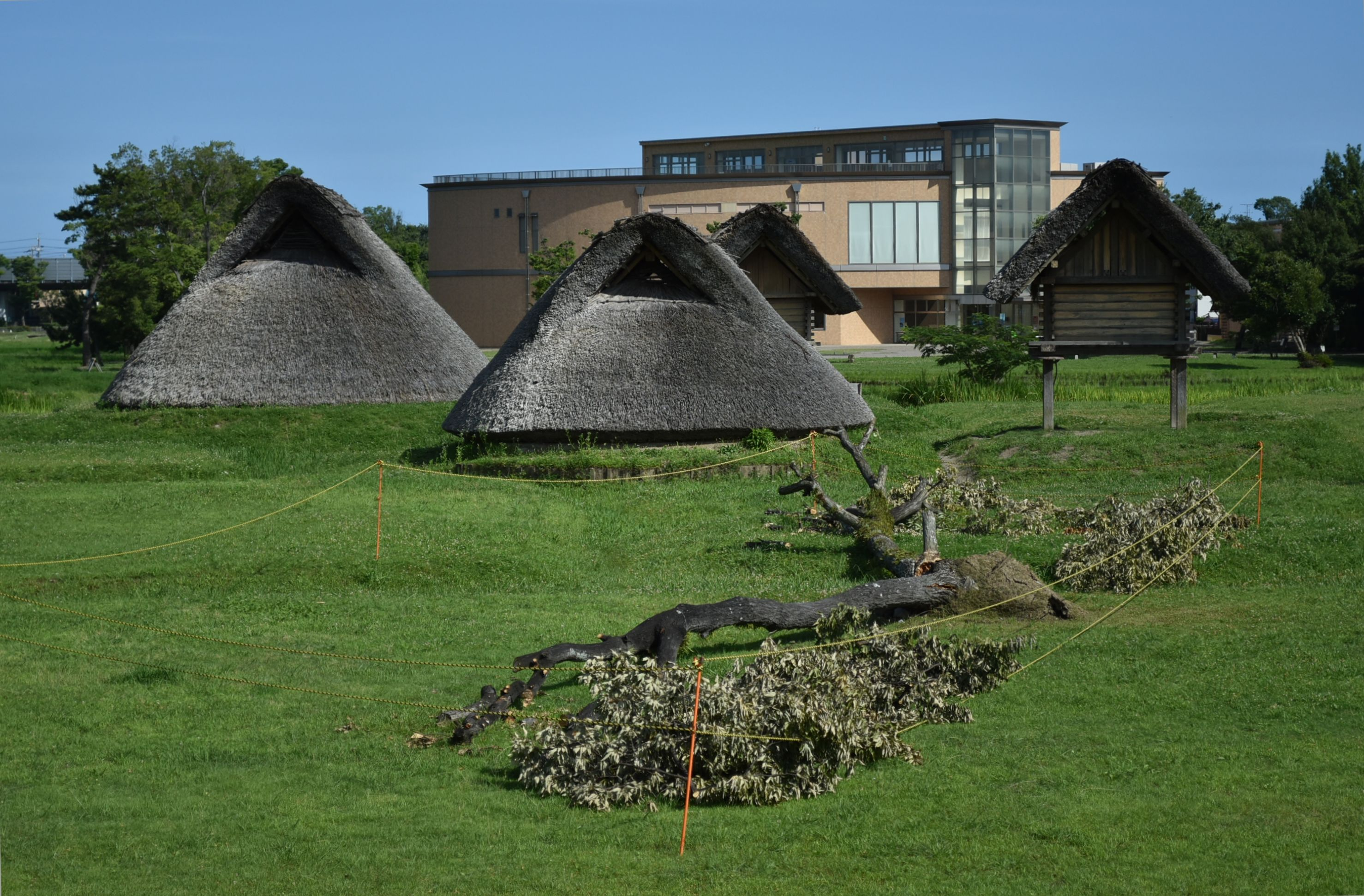
Sicht vom Rand aus
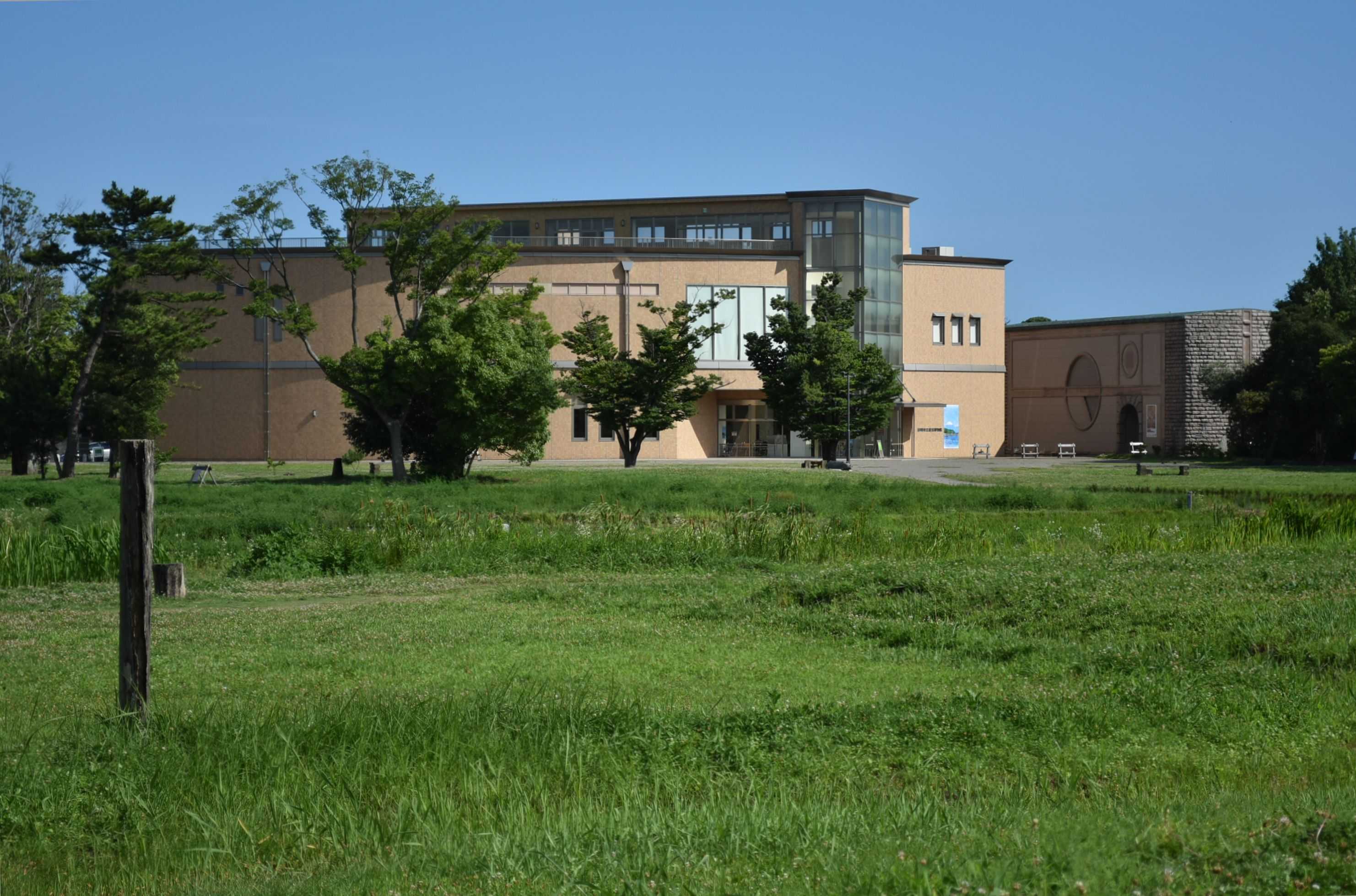
Museum